# Vĩnh Lạc (xã)
Vĩnh Lạc là một xã thuộc huyện Lục Yên, tỉnh Yên Bái, Việt Nam.
Xã Vĩnh Lạc có diện tích 22,43 km², dân số năm 2019 là 4.312 người, mật độ dân số đạt 192 người/km².